# Upernavik Kujalleq
Upernavik Kujalleq (Upernavik kujatdleĸ avant 1973, anciennement Søndre Upernavik en danois) est un village de la municipalité d'Avannaata construite sur un archipel dans le nord-ouest du Groenland. Fondé en 1985, le village recense 206 habitants en 2009.

## Archipel d'Upernavik

Carte topographique de l'Archipel d'Upernavik dans la Baie de Baffin au nord-ouest du Groenland:

Upernavik Kujalleq est localisée dans l'archipel d'Upernavik, un vaste archipel composé de petits îlots au large de la baie de Baffin au nord-ouest du Groenland. L'archipel s'étend du sud de la baie de Melville (Qimusseriarsuaq) au nord de Kullorsuaq.

## Transports
Chaque fin de semaine, la compagnie d'Air Greenland fait décoller avions et hélicoptères de l'héliport d'Upernavik Kujalleq à Kangersuatsiaq et Upernavik.